# Modestus (Märtyrer)

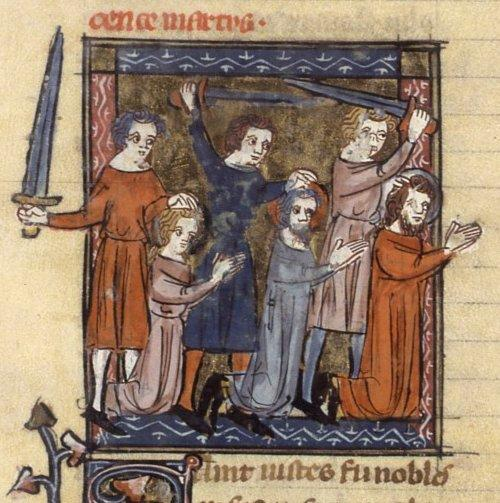
Martyrium der Heiligen Vitus, Crescentia und Modestus, Richard de Montbaston, 14. Jahrhundert

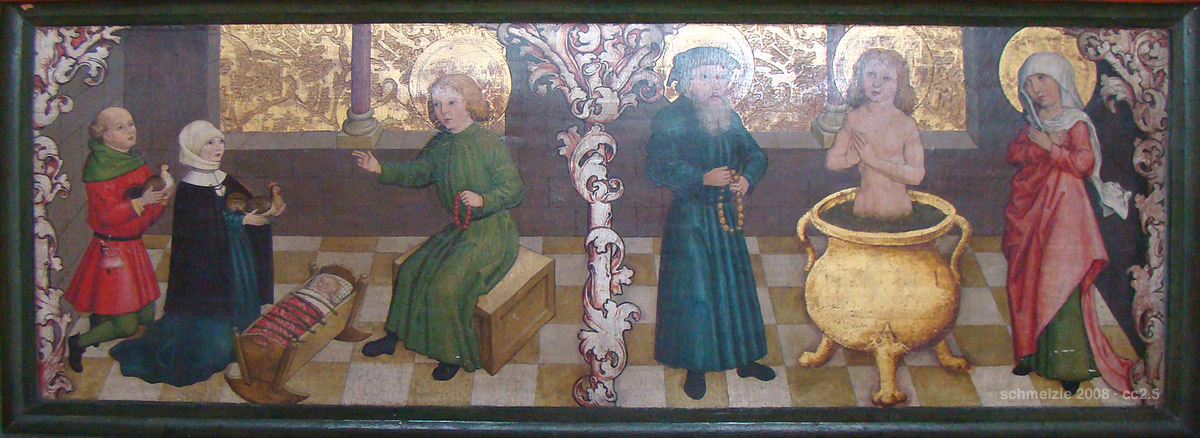
Predella des Veitsaltars in der Veitskirche in Flein (1514 oder 1517); links der Fleiner Vogt und Altarstifter Conrad Erer mit Frau und Kind vor dem Hl. Veit, rechts Martyrium des Veit, des Modestus und der Crescentia

Modestus (lat. für der Bescheidene; † 304 in Lukanien) war ein christlicher Heiliger und Märtyrer.

## Leben
Modestus war der Erzieher und Begleiter des Vitus (Veit). Er war mit dessen Amme Crescentia verheiratet. Aufgrund der Christenverfolgung unter Kaiser Diokletian soll das Ehepaar gemeinsam mit Vitus nach Lukanien geflohen sein. Dort wurden alle drei gefangen genommen und in siedendes Öl geworfen. Sie wurden der Überlieferung nach von einem Engel herausgeholt und nach Hause gebracht. Erst dort soll das Ehepaar dann zusammen gestorben sein.
Das früheste Zeugnis seiner Heiligenverehrung findet sich im Martyrologium Hieronymianum (E-D. De Rossi-Duchesne, 78: „In Sicilia, in Viti, in Modesti et in Crescentiae“). Modestus' Fest ist der 15. Juni, bei den Orthodoxen der 15. Mai. Daraus, dass der Eintrag in allen drei überlieferten Handschriften vorhanden ist, lässt sich schließen, dass er auch bereits in dem verlorenen Manuskript des 5. Jahrhunderts vorhanden war.

## Legendenbildung

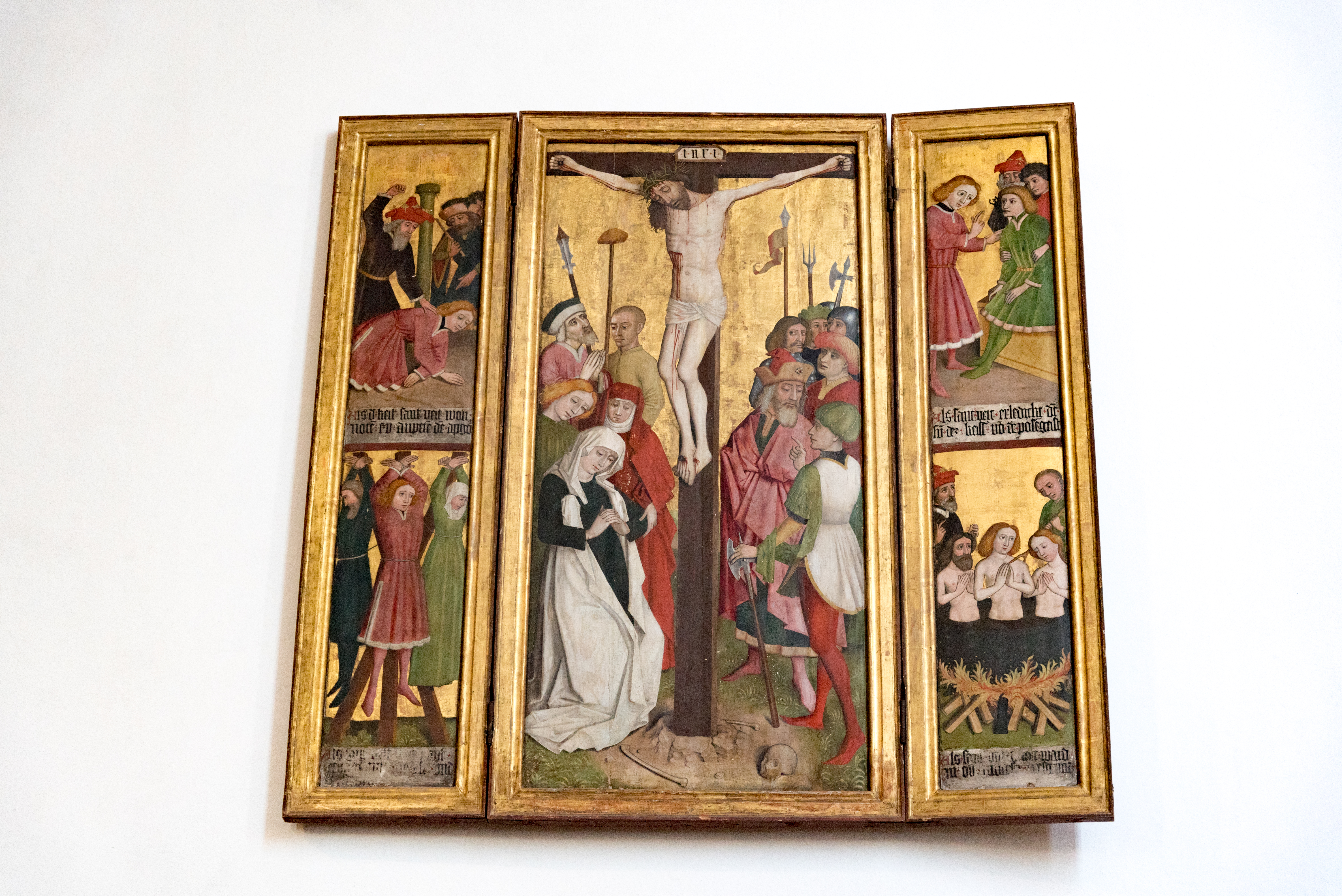
Vitus-Altar in der Stadtkirche Schwabach: Martyrium der heiligen Veit, Modestus und Crescentia in mehreren Episoden rund um die Kreuzigung Jesu

Während des 6. und 7. Jahrhunderts wurde eine Darstellung seines Martyriums abgefasst, die auf der Basis anderer Legenden zusammengestellt wurde. Darin finden sich Ausschmückungen der Wunder. Diese Darstellung wiederum besteht in voneinander abweichenden Versionen.

## Gedenktag
- Katholisch: 15. Juni
in Paderborn und Riga: Übertragung der Gebeine: 10. März
- Orthodox: 15. Mai